# リーピ
リーピ（伊: Ripi）は、イタリア共和国ラツィオ州フロジノーネ県にある、人口約5,000人の基礎自治体（コムーネ）。

## 地理

### 位置・広がり

#### 隣接コムーネ
隣接するコムーネは以下の通り。
- アルナーラ
- ボヴィッレ・エルニカ
- チェプラーノ
- ポーフィ
- ストランゴラガッリ
- トッリチェ
- ヴェーロリ

### 気候分類・地震分類
リーピにおけるイタリアの気候分類 (it) および度日は、zona E, 2150 GGである。
また、イタリアの地震リスク階級 (it) では、zona 2B (sismicità media) に分類される。